# Três Recrutas
Três Recrutas é um filme brasileiro de 1953, dirigido por Eurides Ramos, com roteiro de J. B. Tanko, com direção de fotografia de Hélio Barrozo Netto e trilha sonora de Radamés Gnattali. Nos papeis centrais estão Ankito, Colé Santana, Adriano Reys, Miriam Teresa e José Lewgoy.

## Elenco
| Ator/Atriz         | Personagem          |
| ------------------ | ------------------- |
| Ankito             | Recruta             |
| Colé Santana       | Recruta             |
| Adriano Reys       | Recruta             |
| José Lewgoy        | Sargento            |
| Miriam Teresa      | Filha do Comandante |
| Sérgio de Oliveira | Comandante          |
| Dary Reis          | Capitão             |
| Consuelo Leandro   | Empregada           |
| Lya Mara           | Cantora             |
| Teresinha Tapajós  | Mãe do recruta      |
| Cristina Lundi     | Noiva do sargento   |
| Paulo Celestino    | —                   |
| Amadeu Celestino   | —                   |
| Nora Ney           | —                   |